# Comuna Smidîn, Stara Vîjivka
Smidîn (în ucraineană Смідин) este o comună în raionul Stara Vîjivka, regiunea Volînia, Ucraina, formată din satele Lisneakî, Parîdubî și Smidîn (reședința).

## Demografie
Componența lingvistică a satului Smidîn
     Ucraineană (99,56%)
     Alte limbi (0,37%)
Conform recensământului din 2001, majoritatea populației satului Smidîn era vorbitoare de ucraineană (99,56%), existând în minoritate și vorbitori de alte limbi.